# Salvatore Ruta
Salvatore Claudio Ruta Crevy, noto come Claudio Rutilio (Messina, 24 febbraio 1923 – Messina, 30 giugno 2002), è stato un religioso e scrittore italiano.
Salvatore Ruta è stato la guida spirituale e morale del Movimento Tradizionale Romano e uno dei personaggi più importanti del moderno paganesimo romano.
Nato da una famiglia di origine nobile ma di ristrette condizioni economiche, Ruta fece parte da settembre 1943 a maggio 1944 della rete clandestina di combattenti filo-salotini in Sicilia durante il periodo dell'occupazione alleata dell'isola. Arrestato fra il 10 e il 12 maggio del 1944 per ordine della Field Security Section e internato nel 371 P.O.W. Camp ("campo per i prigionieri di guerra") di Certosa di Padula, fu liberato nel novembre 1945.
Impegnato in politica dapprima nelle file del MSI, poi in quelle di Ordine Nuovo fino al 1966, Ruta abbandonò questa militanza per dedicarsi in modo più approfondito alla cultura tradizionale, nel suo filone ghibellino, con la fondazione nel 1959 della rivista intitolata appunto Il Ghibellino, esperienza terminata nel 1973 quando i collaboratori cattolici (tra i quali il più importante era Attilio Mordini, ma si possono citare varie collaborazioni di giornalisti di matrice conservatrice più moderata come quella di Giulio Attilio Schettini) avevano ormai progressivamente imposto un indirizzo opposto a quello originario della rivista. Nel 1971-1972 fu capo redattore della rivista Vie della tradizione di indirizzo più propriamente tradizionale e non legata alla politica. Fu fra i principali animatori del gruppo messinese dei Dioscuri. Nel 1980 fondò a Messina il gruppo Arx del quale curò praticamente da solo le pubblicazioni di Quaderni e Note tradizionali, pubblicazioni decisamente orientate verso il paganesimo romano e la sua riattuazione nel tempo attuale. Ruta fu nel 1992 tra i costituenti del Movimento Tradizionale Romano (MTR), la principale organizzazione romano-pagana in Italia. Al MTR dedicò i restanti anni della sua vita, costituendone la guida spirituale con il titolo di Princeps (o Magister) della Curia Romana Patrum (il "senato" del MTR), e occupandosi anche della rivista La Cittadella che del MTR fu l'espressione fino al 2008.

## Opere
- Romani Germani Indoeuropei. Messina, Arx, 1980.
- Il fuoco in Roma. Messina, Arx, 1980.
- I Siculi. Messina, Real Aula Mallorquesa, 1981.
- Il monismo dualistico esposto da M. Nahum Stiskin compendiato e integrato a cura di Claudio Rutilio. Messina, Arx, 1981.
- Giano, il Dio primigenio dei fondatori di Roma. Messina, Real Aula Mallorquesa, 1982.
- La sopravvivenza degli antichi Dei. Messina, Arx, 1982.
- Cronologia italica. Tavole sinottiche dal 1800 a.C. ai nostri giorni. Messina, Arx, 1983.
- Considerazioni sull'idea ghibellina, Messina, Arx, 1983.
- Giano, teoria e pratica. Messina, Arx, 1983.
- Pax Deorum. La religione prisca di Roma. Messina, Arx, 1983. (II ed., Messina, Arx, 1986; III ed., Scandiano, Sear Edizioni, 1989.)
- Cause dell'egemonia cristiana e sopravvivenze pagane in Occidente. Messina, Arx, 1985. (trad. greca, Ta aitia tis khristianikhis epikhratisis. Atene, Anoikhti Poli, 1997.)
- Ritorno a Thule, Messina, Arx, 1985. (II ed., Messina, Arx, 1989)
- L'esercito romano. La preparazione del civis romanus. Messina, Arx, 1986.
- Il matrimonio e la famiglia. Messina, Arx, 1989.
- Venus. Messina, Arx, 1991.
- L'età dell'Oro. Messina, Arx, 1991.
- Divinità romane. Teoria. Messina, Arx, 1995. (trad. greca, Theologia ton Romaion. Atene, Anoikhti Poli, 1997.)